# Biais rétrospectif
Le biais rétrospectif consiste en une erreur de jugement cognitif désignant la tendance qu'ont les personnes à surestimer rétrospectivement le fait que les événements auraient pu être anticipés moyennant davantage de prévoyance ou de clairvoyance.
Selon Nassim Nicholas Taleb, le biais rétrospectif est un mécanisme de déni du hasard dans lequel tout événement doit pouvoir se justifier afin d’être le plus prévisible possible, sa fonction étant dès lors de conforter les individus dans leur sentiment de contrôler l'incertitude.
Le biais rétrospectif engendre un coût social et économique qui peut être à l’origine de nombreuses erreurs de jugement dans des domaines aussi divers que le comportement individuel, le diagnostic médical, la spéculation boursière, et les erreurs judiciaires par exemple. Ce biais est aujourd'hui intégré dans des cursus ou des pratiques de consultance ou d'audit portant sur l'aide à la décision ou la gestion des risques dans des secteurs tels que l'économie, la politique, la finance ou la santé.

## Données historiques

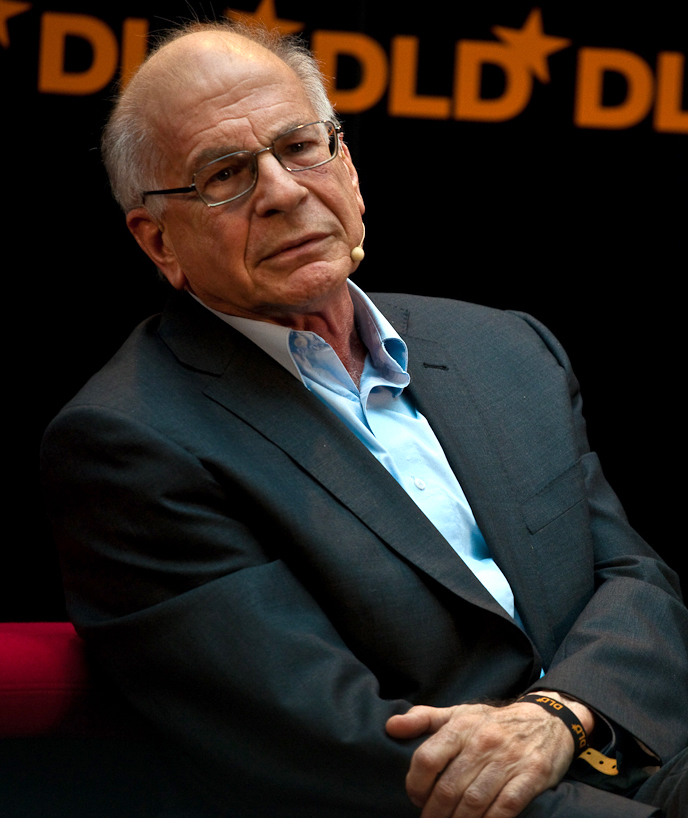
Daniel Kahneman.

Au début des années 1970, Baruch Fischhoff (en) est nouvellement intégré dans le programme de recherche des heuristiques et biais méthodologiques initié par Amos Tversky et Daniel Kahneman aux États-Unis. Dans le cadre d’un séminaire, Baruch Fischhoff constata que des médecins prétendaient savoir, avant même que cela soit avéré, comment les différents cas médicaux allaient finalement évoluer. Fischhoff se demanda « pourquoi, si nous sommes si doués pour prévoir le futur, n'avons nous pas plus de succès ». Il affina ses théories et recherches pour aboutir en 1975 à la définition du biais rétrospectif.

## Première recherche expérimentale
Le biais rétrospectif consiste en une erreur de jugement qui a été décrite initialement par le psychologue Baruch Fischhoff à la suite d'une série d'expériences au cours desquelles on demande à des sujets leur avis sur un événement historique peu connu comme la guerre anglo-népalaise au XIXe siècle. Il constate que si on donne à certains participants l'information selon laquelle les Gurkhas du Népal ont remporté la victoire, alors ceux-ci estiment avec confiance qu'ils auraient été capables de prévoir l'issue du conflit. L'inverse se produit, lorsque, conformément à la réalité historique, on les informe que les Britanniques ont triomphé.
Dans cette première étude menée en 1975, Fischhoff formule deux hypothèses, dont la première est que donner l'issue (outcome) d'un récit augmente l'estimation de sa probabilité d'apparition. Sa deuxième hypothèse est que la connaissance de l'issue d'une histoire modifie la perception de l'individu, sans que celui-ci n'en soit conscient. Fischhoff testera ses deux hypothèses en menant une expérience sur chacune d'elles.
Dans sa première expérience portant sur sa première hypothèse, il répartit ses sujets en 5 groupes et tous se voient présenter une histoire identique. Le groupe « Avant » se voit présenter quatre issues (outcomes) possibles et les 4 groupes « Après » se voient présenter les quatre issues, l'une d'elles étant présentée comme « la véritable issue ». Il est demandé aux 5 groupes d'évaluer la probabilité d'apparition des quatre issues. L'hypothèse selon laquelle les sujets du groupe « Après » vont attribuer une plus grande probabilité de survenue à l'issue qui leur est présentée comme « vraie » que les sujets en condition « Avant » s'est vérifiée. La « connaissance » de l'issue d'un récit augmente bel et bien l'estimation de sa probabilité d'apparition.
Dans la deuxième expérience, visant à tester la deuxième hypothèse, les expérimentateurs adoptent la même méthodologie à l’exception du fait qu'il est demandé aux sujets du groupe « Après » de la première expérience de faire « comme s'ils n'avaient pas eu connaissance de l'issue ». Dans le cas où l'hypothèse se vérifierait et que les sujets seraient incapables de faire abstraction de l'issue, les résultats de cette expérience (condition « Après - Ignorer ») devraient ressembler aux résultats « Après » l'expérience 1. Dans l'éventualité contraire, les résultats « Après - Ignorer » devraient ressembler aux conditions « Avant » l'expérience 1. Les résultats démontrent que conscients ou non de l'influence de cette connaissance sur leurs perceptions, ils s'avèrent tous dans l'incapacité d'annuler l'influence de cette information. Fischhoff fut le premier à mettre en évidence que les sujets avaient tendance à surestimer la probabilité d'apparition de l'issue dès lors qu'ils étaient au courant de cette issue et ce même lorsqu'il leur était demandé explicitement d'en ignorer la fin.

## Mécanismes
Si l’existence du biais rétrospectif est bien établie, les mécanismes sous-jacents responsables du biais sont encore en débat. À côté des explications à teneur cognitive, d’autres approches questionnent le rôle des métacognitions et des différences individuelles.

### Les approches cognitivistes
Dans le cadre de l’approche cognitiviste, différentes visions existent pour déterminer les causes de survenue du biais rétrospectif.

#### La théorie d'assimilation
La théorie cognitive portée par Fischhoff (1975) initialement, suggère une incapacité à ignorer une information dès lors qu’elle est connue. Ainsi, pour cet auteur, la distorsion résulte de l’encodage inconscient et irréversible de l’issue qui altérerait « le savoir de base ». Les nouvelles informations seraient, à l’insu de la personne, intégrées automatiquement aux anciennes connaissances, ne lui permettant ainsi plus de les distinguer. Dans l’approche de Fischhoff (1975), il est postulé que la cause du biais rétrospectif relève d’une altération de la mémoire où l'issue serait «assimilée» indistinctement au savoir de base.
Dans ce modèle, la survenue du biais rétrospectif va découler du fait que les événements en mémoire qui coïncident plus facilement avec l’issue seront mieux conservés que les autres.

#### La théorie de reconstruction
Pour Stahlberg et Mass et Stahlberg et Schwarz, la connaissance de l’issue ne va pas altérer le savoir de base comme le postule Fischhoff. Se basant sur différentes études, ces derniers avancent que la qualité de l'estimation initiale de l'issue (donc avant d'en avoir pris connaissance) n’est pas affecté par la connaissance de cette dernière. La mémoire ne serait donc que marginalement influencée par la connaissance de l’issue. Selon ces auteurs, la mémoire n'est pas impliquée dans la survenue du biais de rétrospection.
Se fondant sur un modèle qu'ils qualifient de « reconstruction biaisé », ces auteurs postulent que nous serions dans l'incapacité de retrouver dans notre mémoire épisodique le souvenir d'un jugement prédictif, ce qui nous amènerait à juger la situation une nouvelle fois. Le biais serait donc produit lors de la connaissance de l'issue et résulterait du processus de «reconstruction». La connaissance de l’issue constituera ‘un indice’ de récupération dans le processus de reconstruction. Ainsi, l’issue ferait office 'd’ancre’ pour le sujet, qui procéderait ensuite à un ajustement par le biais d'une heuristique de jugement. Par exemple, imaginons que des individus prédisent qu'une équipe de football va gagner un match. Il s'avère qu'elle le perd. Lorsqu'on leur demande quelques semaines plus tard de reformuler leur prédiction initiale, certains individus s'en souviendront. D'autres l'auront oubliée: ces derniers se fonderont sur le résultat du match pour reconstruire leurs estimations. Ils l'utiliseront comme « ancre » et ajusteront quelque peu leur jugement en reconnaissant par exemple qu'il n'étaient pas totalement sûrs que l'équipe gagnerait. Ceci les conduira à estimer (à tort) qu'ils avaient prédit une victoire de leur équipe.
Concernant l'ajustement, Hawkins et Hastie (1990) ont observé que dans le cas où les attentes ('expectation based') de l'individu concernant l'issue sont congruentes avec l'issue réelle de la situation, l'absence de surprise le conduit à ajuster son jugement de façon moindre et à penser qu'il aurait pu deviner aisément le déroulement des événements. Pour ces auteurs, il en serait de même dans le cas où l'individu pense avoir une expertise (experience based) dans le domaine : il aura tendance à faire moins d'ajustements que dans le cas contraire.

#### Le modèle SARA: un modèle intégratif des modèles cognitivistes
Polh et al proposent un modèle synthétique des processus cognitifs postulés par les deux conceptions précédentes que sont l’altération de la mémoire et la mémoire reconstructive. Appelé SARA (Selective Activation and Reconstructive Anchoring), ce modèle, qui fait l'objet d'une simulation informatisée, soutient que le savoir de base consiste en un certain nombre d’« images » qui sont associées en fonction de leur similarité. Cette connaissance (appelée « image set ») est utilisée pour générer des estimations et des ancres permettant de reconstruire le jugement initial. À partir de ce savoir de base, il va se mettre en place un double processus consistant d'une part en une recherche d'informations et d'autre part en un processus de récupération de ces informations. Ces deux processus opèrent de façon répétée et cyclique. Ils sont utilisés pour générer une estimation, encoder une ancre (par exemple l'estimation d'une autre personne) et ultérieurement rappeler ou réviser l’estimation initiale. À chaque étape de ce cycle, le processus de récupération en mémoire modifie le degré d’association entre les images elles-mêmes et entre les images et les indices récupérés (dont l'issue réelle, ou solution). Les nouvelles images, dont la solution, peuvent être ajoutées à ces images set (savoir de base). Dans cette approche, le biais rétrospectif serait le résultat soit d’une activation sélective d'informations cohérentes avec la solution (de façon analogue au processus d'assimilation), soit du processus de reconstruction, soit les deux à la fois. Le résultat des deux processus est que le « set d’images » récupéré durant la reconstruction va plus que probablement différer du set d’image récupéré durant l’élaboration de l’estimation initiale. Cela a pour conséquence que l’estimation reconstruite sera le plus souvent biaisée vers l'issue réelle selon les auteurs.

### Les approches par métacognition
On parle du biais rétrospectif comme d’un phénomène «robuste» dès lors que la plupart des tentatives pour le réduire ou l'éliminer échouent et ce bien que les participants soient informés préalablement de l'effet et qu’il leur ait été demandé explicitement de le contrer. La robustesse du phénomène a été confirmée par la méta-analyse portant sur 128 études menées par Christensen-Szalanski et al. puisqu'ils ne trouvèrent que 6 études sans effet significatif.
Certains auteurs dont Pezzo ont toutefois démontré que, sous certaines conditions, le biais rétrospectif n’est pas une fatalité. Le rôle de la surprise lors de la prise de connaissance de l’issue avait tendance à réduire ou rendre absent le biais de rétrospection. Plutôt que de dire ‘qu’il le savait depuis le début’, le sujet se dit ‘qu’il n’aurait jamais cru cela’. Il n’arrive donc pas à intégrer la solution au savoir de base par un processus de reconstruction. Deux conditions semblent avoir été isolées. La première est dans le cas où l’issue est perçue avec surprise ou est jugée très improbable par rapport aux estimations initiales de la personne. La deuxième condition où il a été prédit et démontré que le biais rétrospectif pourrait être annulé, c’est lorsque l’issue est à la fois très impliquante pour la personne et vécue comme très menaçante. Stahlberg et Schwarz ont démontré, dans leur expérience où ils manipulaient artificiellement la proximité de leur estimation avec la solution, que le biais de rétrospection est d’autant plus grand que l’issue est proche de l’estimation initiale. Pohl considère de même que seules les issues considérées comme plausibles mènent au biais de rétrospection alors que celles qui sont considérées non plausibles n’y mènent pas.
Fischhoff et plus récemment Winman , ont démontré qu’en cas de surprise où l’issue n’est pas congruente avec les estimations, les processus cognitifs visant à donner du sens, vont plutôt augmenter le biais rétrospectif.
Pezzo semble, de l’avis de nombreux auteurs, avoir pu offrir un modèle à même d’intégrer les contradictions portant sur le rôle et l’influence de la surprise. Pour ce faire, Pezzo distingue la surprise initiale (initial surprise) ressentie lorsque la personne est confrontée à une issue incongruente avec ses prédictions et la surprise qui perdurerait (résultant surprise) à la suite de la reconstruction de sens. Si à la suite de la surprise initiale le mécanisme de reconstruction de sens est un échec, la surprise qui subsiste va prévaloir et diminuer en conséquence le biais de rétrospection. Si à l’inverse, la personne arrive à dépasser la surprise grâce aux processus cognitifs de reconstruction de sens, la surprise va être dépassée occasionnant un biais rétrospectif accru. C’est donc davantage la surprise résiduelle éventuelle qui va occasionner ou modérer le biais de rétrospection alors que la surprise initiale va quant à elle activer le processus de reconstruction de sens. Ce modèle de Pezzo, s'inscrit dans la lignée de la théorie de la dissonance cognitive de Festinger où, face à une inconsistance cognitive, le mécanisme de construction de sens va être déclenché.
Le sentiment de surprise serait donc utilisé comme une information méta-cognitive à même de réviser ses estimations initiales. Dans le registre des aspects motivationnels impliqués dans le biais rétrospectif Müller et al notent que le recours aux heuristiques pourrait dépendre aussi de la bonne volonté et/ou de la capacité cognitive des individus à tenir compte de l’issue et à opérer un travail cognitif.

### Les variables modératrices
Si le biais rétrospectif est communément étudié sous l’angle des processus liés à l’information et à la mémoire, certains auteurs ont cherché à étudier les éventuelles différences individuelles face au biais rétrospectif.

#### Biais rétrospectif et l’âge
Bernstein et ses collègues ont cherché à tester la présence du biais rétrospectif chez les jeunes enfants et son éventuelle variabilité avec l’âge.
Pour ce faire, ils ont employé des méthodes visuelles, plus adaptées aux enfants, consistant à présenter quinze images d’un même objet allant progressivement de très dégradées, par effet de floutage ou de pixellisation, à parfaitement nettes et reconnaissables. L’expérience est menée à l’aide de 52 sujets issus de 4 groupes d’âges (3,4,5 ans et jeunes adultes) et répartis dans 2 conditions. Dans la première condition (‘baseline’ condition) les sujets n’ont pas de connaissance de l’objet à identifier, dans la deuxième condition, ils le connaissent d’avance (‘hinsight condition’). L’image est différente dans chacun des groupes mais conserve le même niveau de dégradation progressif. La tâche de rétrospection va être évaluée dans la seconde condition quand il leur est demandé d’estimer à quel moment un pair naïf, ne connaissant pas d’avance l’objet dégradé présenté, arriverait à l’identifier. Une poupée, préalablement disposée dans un panier et pourvue d’écouteurs pour empêcher la poupée de voir les images et entendre le nom de l’objet, fut utilisée pour aider les enfants à comprendre les consignes. Dans cette expérience le biais de rétrospection est appréhendé par un ratio entre les 2 conditions, où dans la condition ‘hinsight’, les objets seraient identifiables à un stade plus dégradé que dans la condition ‘baseline’. Les résultats indiquent que le biais rétrospectif est présent chez les enfants et les adultes et qu’il décline avec l’âge. Une seconde expérience sera menée par les auteurs. Dans celle-ci, c’est une même image qui sera fournie pour les deux conditions afin de contrôler l’effet que pourrait avoir une image différente sur les résultats de la première expérience. Dans cette deuxième expérience, les conditions expérimentales resteront inchangées à l’exception du fait que l’image ne sera pas montrée en condition ‘hinsight’, mais écrite pour les adultes et nommée pour les enfants. Cette deuxième expérience relève un biais rétrospectif moins franc et surtout une absence de mise en évidence du déclin du biais avec l’âge. Les expériences de Bernstein et ses collègues ont mis en évidence un développement précoce du biais rétrospectif.

#### Biais rétrospectif et intelligence
L’hypothèse selon laquelle les personnes disposant de meilleures aptitudes cognitives seraient moins sensibles au biais de rétrospection du fait qu’ils auraient davantage d’inclinaison à réviser leur jugement et des facilités à se remémorer leur estimation initiale, a été testée par différents auteurs. Pohl and Eisenhauer (1995) n’ont pas trouvé de lien entre l’ampleur du biais rétrospectif et les résultats à un test d’intelligence (matrice de Raven). Stanovich and West ont conclu, quant à eux, en utilisant un échantillonnage plus grand, à un lien significatif entre le biais et les résultats au test de logique (SAT). Les personnes les plus capables montraient ainsi un biais rétrospectif plus réduit.

#### Biais rétrospectif et expertise
L’hypothèse est que dans la mesure où les experts sont mieux en mesure de se rappeler de manière fiable leur jugement initial, le processus de reconstruction serait rendu inutile, ce qui devrait entraîner un biais réduit. Pohl a effectivement démontré que chez les experts, la recherche en mémoire est nettement plus importante qu’auprès d’étudiants (condition contrôle), mais que le biais rétrospectif est identique laissant penser que le biais de rétrospection, légèrement inférieur chez les experts, serait la résultante d’une meilleure remémoration pour leurs estimations initiales. Une méta-analyse portant sur 122 études sur la rétrospection confirme ce constat. Toutefois une autre méta-analyse sur 255 études n’a pas trouvé d’effet de l’expertise sur l’ampleur du biais. Ces derniers résultats suggèrent aux chercheurs que d’autres facteurs semblent influencer ces résultats. L’effet de l’expertise sur le biais rétrospectif semble complexe et résulter de la combinaison de plusieurs influences qui restent à explorer.

#### Biais rétrospectif et sensibilité à la suggestivité
Il est postulé que les personnes sensibles à la suggestion et sensibles au regard des autres (‘field dépendance’) seraient plus sensibles aux indices sociaux et plus portées à se référer à l’avis des autres. Ces personnes seraient ainsi plus susceptibles d’associer de façon passive la solution présentée à leur mémoire. À l’inverse, les personnes peu dépendantes des avis des autres (independant field) auront davantage tendance à décomposer leur jugement initial et la solution. À ce propos Davies utilisera le test des figures emboîtées (The Embedded Figures Test) pour mesurer la dépendance et conclut à un lien direct entre celle-ci et le biais dans toutes ses études. Toutefois, d'autres auteurs ne confirmeront pas cette association.

#### Biais rétrospectif et besoin de certitude et de prévisibilité
Il a été testé l’hypothèse selon laquelle les personnes ayant un besoin tout particulier de certitude et de prévisibilité auraient un biais rétrospectif accru. L'intolérance à l'ambiguïté, la rigidité, et le dogmatisme, comme traits utilisés pour mesurer le besoin de prévisibilité, postule que cela peut conduire à une assimilation immédiate de l'information sur les résultats et un manque de volonté d'examiner les preuves contradictoires, ce qui entraîne un biais accru. Il y a des éléments prouvant l’association entre le dogmatisme et la rigidité et l’ampleur du biais mais pas avec l’intolérance à l’ambiguïté.

#### Biais rétrospectif et désirabilité sociale
Certains auteurs pensent que les personnes qui souhaitent offrir une meilleure image d’eux-mêmes démontreraient un biais rétrospectif supérieur. Ainsi, les participants pourraient essayer de paraître plus intelligent en donnant des estimations rétrospectives qui seraient plus en ligne avec la solution ou le résultat. Pour tester cette hypothèse, ils administrent une échelle de désirabilité sociale (MSD). Les résultats de cette expérience ont montré effectivement que le trait de présentation de soi était en lien significatif avec l’ampleur du biais rétrospectif. Much en 2003 appliquera également une échelle de désirabilité sociale répandue (BIDR) et conclura également que la désirabilité sociale est systématiquement en lien avec l’ampleur du biais rétrospectif.

### Le biais rétrospectif: une évolution adaptative?
Au quotidien, les modèles cognitifs peuvent approfondir notre compréhension des mécanismes sous-jacents au biais rétrospectif et peuvent donc s’avérer utiles pour le surmonter. Toutefois, le biais rétrospectif plutôt qu’une « faute » serait considéré par Hertwig et al et Pohl et al comme inévitable et relevant finalement d’une évolution adaptative et dans le cas du biais de l’apprentissage adaptatif. Ainsi les mécanismes impliqués relèveraient plutôt d'une capacité à actualiser nos connaissances de base. Cela peut être vu comme un processus permettant de prévenir la surcharge de mémoire et donc maintenir une fonction cognitive normale. Ce serait une mise à jour à même de rendre notre savoir de base cohérent et de permettre de meilleures inférences. Les cas où il serait intéressant d’identifier nos savoirs de base et de mener un raisonnement contre-factuel est somme toute assez rare et les désavantages du biais de reconstruction de mémoire sont moins élevés que les bénéfices d’apprentissages qu'on peut en retirer. Cela implique que si le biais relève de la fonction adaptative c’est qu’il comporte des avantages.
Le modèle RAFT (Reconstruction After Feedback with Take the best) développé par Hoffrage postule et formalise justement que le biais rétrospectif serait un sous-produit de l’apprentissage adaptatif . Les nouvelles informations permettraient une mise à jour automatique des connaissances de base. Le biais de rétrospection ferait office de correction (ou de raccord) du jugement initial porteur d’inconnues, d’erreurs ou d'informations obsolètes. Ce modèle suggère que connaître l'issue réelle d'un événement est généralement plus important que de se souvenir de ce qu'on en a pensé.

## Applications et exemples
Le biais rétrospectif est considéré, dans le cadre des évaluations de la probabilité, comme le biais de jugement le plus répandu . Si son incidence peut être limitée voire nulle au quotidien elle peut s’avérer très problématique dans des domaines sensibles impliquant de procéder à des jugements les plus exacts et objectifs possibles. Pour Rachlinski et Jeffrey , l'estimation qu'un événement était plutôt prévisible apparaît surtout dans les événements jugés tragiques. Conscient de cette incidence, les auteurs soulignent que les sociétés mettent en place des procédures et des lois qui permettent de dissocier anticipativement ou rétrospectivement, les erreurs de jugement acceptables des erreurs de jugement inacceptables. Le biais rétrospectif fait l'objet d'une conscientisation chez les professionnels dont le jugement peut avoir une incidence majeure sur le devenir individuel et collectif. Le biais rétrospectif questionne directement la notion de responsabilité dès lors qu'il s'agit d'évaluer si un événement était effectivement prévisible et donc évitable. Le biais rétrospectif, à travers ses mécanismes cognitifs et motivationnels complexes, renvoie également au risque élevé de ne pas prendre certaines informations en compte et d'aboutir à des jugements partiaux ou inefficaces du simple fait de la nature humaine.

### Agressions sexuelles
Le biais de rétrospection s’applique à des cas particuliers d’événements. Il peut s’agir d’un accident de voiture, d’un décès, d’un échec sportif, d’une agression… Selon Fischhoff, un individu, face à l’issue d’un événement, a tendance à surestimer la probabilité de son apparition alors qu’il est en général peu courant. Les individus jugent plus probable un fait, et l’estiment plus prédictible, lorsqu’ils en ont connaissance.
Les agressions sexuelles sont un cas d’application du principe du biais de rétrospection. L’agression s’explique en effet très communément par divers préjugés : « elle n’aurait pas dû se vêtir de la sorte », « son attitude est provocante », « ses fréquentations sont malsaines », etc. Tous ces préjugés sont le résultat de nos impressions par rapport à l’événement qui s’est produit, dans ce cas l’agression. Ces préjugés émanent de notre besoin à vouloir expliquer l’incident afin de pouvoir le prédire plus aisément dans le futur. Ceci nous conforte dans l’idée que nous pouvons prédire des agressions une fois qu’elles se sont déroulées alors qu’elles appartiennent en réalité au hasard des circonstances. Les différentes explications que nous induisons forment une structure causale stéréotypique de l’agression, un mécanisme simplifié de la réalité. Dès lors, tous les comportements stéréotypiques relatifs à l’agression deviennent des prédicteurs de cette agression.
Il est intéressant de comprendre le raisonnement des différents sujets. Comment peuvent-ils rendre l’agression prévisible ? Pour répondre à cette interrogation, deux courants de pensée s’opposent. Le premier courant est développé par Fischhoff, qui postule une explication purement cognitive impliquant un mécanisme d’altération de la mémoire : la sélection d’informations se fait automatiquement et inconsciemment ; nous intégrerions directement les nouvelles connaissances dans les anciennes connaissances, et ce, sans même nous en rendre compte. Ce processus se déroule en deux niveaux :
L'agression au niveau de la représentation en mémoire : nous ne distinguons plus les anciennes des nouvelles données car les secondes ont été automatiquement intégrées aux premières. Cette altération est souvent due à l’élaboration d’un scénario causal au sein duquel les événements qui rendent bien compte de la fin de l‘agression vont être mieux conservés en mémoire que ceux qui ne s’insèrent pas aisément dans le schéma dudit événement. Par exemple, si l’observateur essaie de plaquer une structure causale selon laquelle la victime a provoqué son agresseur, il pourrait imaginer que la jupe de la victime apparaisse plus courte qu’elle ne l’était. Nous assistons donc à une altération de la mémoire qui va modifier la représentation mémorielle du sujet, dans l’optique de rendre l’agression plus cohérente avec son schéma de pensée.
L'agression au niveau de la récupération en mémoire : les traces laissées en mémoire par l’agression étant plus fortement ancrées, les détails qui sont cohérent avec le déroulement de l’agression sont par conséquent plus accessibles. Par exemple : une femme a été violée, il sera plus facile pour le sujet de se rappeler d’éléments qui prédisent cette fin, il oubliera ainsi les détails qui ne s’accordent pas avec le scénario de l’agression (le fait que la fille se situait dans un quartier sécurisé). Le sujet ne garde en mémoire que les détails qui sont plus conformes à la structure causale qu’il a développée. À titre d’exemple : elle possédait un décolleté « plongeant » et une courte jupe. Ces détails s’accordent plus aisément avec la structure causale du sujet qui postulait que la victime était habillée de manière provocante et avait du « exciter » l’agresseur. Nous assistons là à un processus de mémoire sélective.
Le second courant s'inscrit dans le courant de la mémoire reconstructive : le biais se produit au moment de la réponse (outcom)lorsque le sujet va reconstruire une prédiction de manière consciente et intentionnelle, sur base de l’agression qui lui a été rapportée. Dans l’hypothèse où rien ne lui avait été rapporté, il n’aurait été en mesure de prédire l’agression. Cependant, le fait de savoir que cette personne a été violée lui permet de réajuster sa prédiction, de donner du sens à l’événement afin de le rendre beaucoup plus évident et prévisible que ce qu’il était initialement. Le sujet va donc reconstruire son opinion. De ce fait, il va réévaluer sa prédiction et la rendre plus cohérente avec l’agression, en construisant une structure causale qui justifie cette dernière. (Pour plus d’information sur le principe de mémoire reconstructive, voir la partie Mécanismes).
Selon Pezzo, le biais de rétrospection est le produit d’efforts visant à construire du sens. Quand les individus sont confrontés à une agression sexuelle, un événement surprenant et négatif, ils cherchent à comprendre les causes de sa survenue. Les sujets vont donc restituer et reconstruire des détails de l’incident afin de créer une explication suffisamment concevable pour justifier l’agression. Ceci rendra l’agression prévisible. Si ces deux processus de construction de sens sont couronnés de succès et mettent en évidence un lien entre les causes de l’agression et les résultats de l’agression, un important biais de rétrospection se fera alors ressentir. Néanmoins, Pezzo est parvenu à démontrer que lorsqu'un événement négatif est trop surprenant, les individus ne vont pas tenter de blâmer la victime : il n’y aura donc pas de place pour un quelconque effet de rétrospection. Le biais rétrospectif dépend des attentes stéréotypiques des individus. Une attitude contre-stéréotypique et surprenante pourrait de ce fait bloquer l’effet de rétrospection. À titre d’exemple, selon Marchal, lorsque l’agression est perpétrée par une femme, il n’y a pas d’effet de rétrospection car cela ne correspond pas aux stéréotypes propres à l’agression de rue. On remarque d’ailleurs une influence du genre. En effet, les hommes ont une tendance à blâmer la victime plus fortement que les femmes. Cela s’expliquerait par leur ambivalence face au stéréotype négatif de l’agressivité masculine. Il s’agirait d’un processus de déni du stéréotype. Les femmes, quant à elles, blâment moins la victime de l’agression, surtout lorsqu’il s’agit d’une femme, ce qui démontre un biais pro-endogroupe (Théorie de l'identité sociale) de leur part.

### Erreurs de prédiction boursière

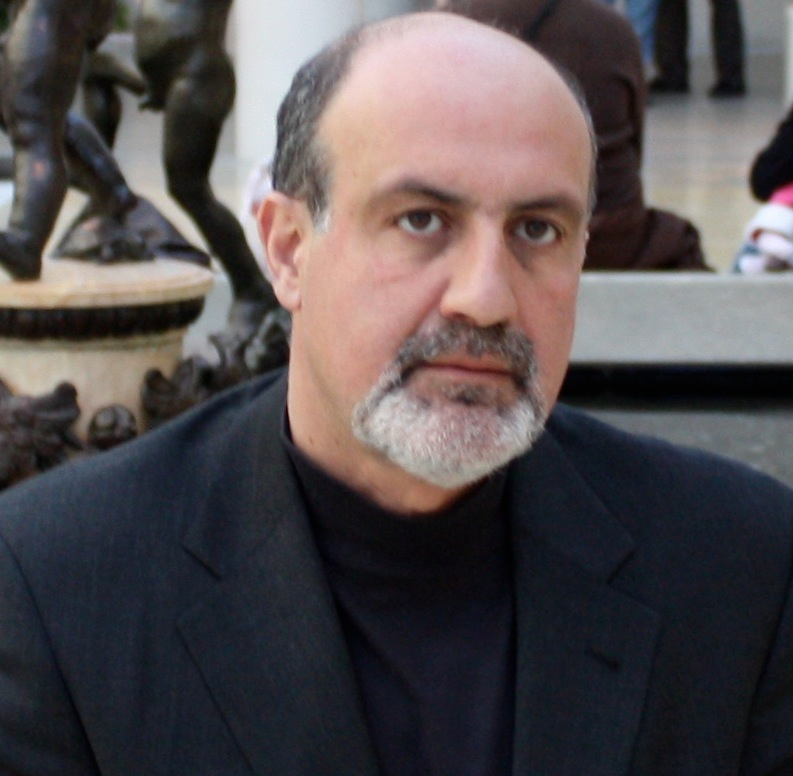
Nassim Nicholas Taleb.

La « théorie du cygne noir » du philosophe du hasard et ancien trader Nassim Nicholas Taleb fait référence à une forme de biais rétrospectif.
« Un cygne noir est un événement aléatoire, hautement improbable, qu’il est difficile de prévoir et qui impacte nos vies ». Plus précisément, il réunit selon l’auteur, les trois caractéristiques suivantes : « il s’agit d’une aberration, son impact est extrêmement fort et notre nature humaine nous pousse à élaborer des explications concernant sa survenue, afin de le rendre explicable et prévisible ». L’auteur parle ainsi de « cécité face au hasard, et spécialement aux événements qui se démarquent particulièrement de nos attentes ».
Taleb remet en doute la théorie moderne du portefeuille de Harry Markowitz (1952). Le problème fondamental proviendrait du fait que cette théorie est fondée sur la loi normale. Cette courbe sous-estimerait les événements improbables ainsi que les aberrations statistiques comme les crises ou les crashs boursiers. Ces événements s’avèrent en finalité plus communs que ce que la courbe en cloche semble prévoir.
Selon Taleb, « les variations de la courbe en cloche sont confrontées à un vent contraire qui fait chuter les probabilités à une vitesse de plus en plus importante au fur et à mesure que l’on s’éloigne de la moyenne ».
La courbe aurait comme défaut celui de ne pas prendre en considération les variables financières ne se répartissant pas autour de la moyenne mais se distribuant sur les deux extrêmes. Un autre problème de taille est lié à la structure des hypothèses néoclassiques : elles sont très peu réalistes et donnent une place trop importante à la rationalité des investisseurs, notamment la continuité et l'indépendance des variations de cours. Taleb prône plutôt des modèles reposant sur la loi de Zipf ou la loi de Pareto. Cependant il insiste sur le fait que les probabilités des événements rares ne sont pas calculables quelle que soit la distribution, alors que leurs conséquences peuvent avoir une portée considérable. Cette focalisation sur la loi normale amène à penser que les fluctuations boursières sont prévisibles. Cela ne permet pas aux traders de prévoir un cygne noir. Le concept de malédiction de la connaissance théorisé par l’économiste Colin Camerer (1989) stipule qu’il serait complexe d’ignorer des informations et connaissances passées pour prédire des événements futurs. Ce concept expliquerait la difficulté des traders à faire abstraction des différentes théories de spéculation boursière concernant chacune de leurs décisions.

### Prévention et diagnostic dans le secteur médical
Comme dans tous secteurs, il existe une probabilité d’accident. Cependant, cette probabilité est particulièrement contraignante dans les institutions médicales, à l’hôpital, en centre de revalidation, en maison de convalescence, etc. Il faut assurer un cadre de sécurité qui puisse garantir la protection des patients. Un accident dans une institution de soin, à la suite d'une négligence, est connotée extrêmement négativement par notre société. Pour cette raison, différents protocoles et procédures de sécurité ont été mis en place. Ces protocoles sont le résultat d’études qui visent à récolter un maximum de données sur la nature de l’incident (le taux de mortalité, les résultats des autopsies, les erreurs médicales, les observations du personnel soignant et des patients). Le but est alors d’établir un indice statistique de l’erreur qui préviendrait la venue d’un potentiel incident. On remarque néanmoins un effet important du biais de rétrospection dans toutes les méthodes de mesure. Selon Hurwitz & Sheikh, il est commun, dans les milieux hospitaliers, d’admettre qu’une erreur interne aurait pu être évitée une fois l’événement produit. Cela démontre à nouveau un effet accru du biais rétrospectif car les incidents continuent de se dérouler sous de nouvelles formes. Il est facile de souligner les causes d’un accident une fois fini mais il apparaît plus complexe de l’éviter.
Concernant le diagnostic, il a été démontré qu’un médecin, à qui on a communiqué un diagnostic préétabli avant qu’il ne puisse analyser les symptômes du patient, a de plus fortes chances de valider ledit diagnostic, contrairement à un médecin qui n’en a pas eu précédemment connaissance. En effet, lorsqu’un médecin prend conscience d’un diagnostic, il va immédiatement y rattacher une série de symptômes. Selon la théorie de la malédiction de la connaissance, il lui sera difficile d’ignorer les connaissances préétablies par le diagnostic. Il va donc analyser le patient avec comme objectif clé, celui de déceler les symptômes associés au diagnostic qui lui a été défini. Les possibilités de diagnostic en médecine sont multiples. Dans une recherche de clarté et de simplicité, il est complexe d’ignorer une connaissance préétablie. Cela explique pourquoi un médecin à qui aucun diagnostic n'a été transmis aura plus de facilité à formuler un diagnostic fiable après avoir réalisé le bilan de santé d'un patient. Il n’est pas biaisé par des connaissances préétablies qui se rattachent à des informations passées. Cela met en évidence un effet important du biais rétrospectif en ce domaine.

### Erreurs juridiques
Dans le cadre judiciaire, le jury doit, dans le but de lui garantir une parfaite légitimité, faire face à un défi systématique qui consiste à ignorer les informations négatives reliés au passé d’un détenu afin de le juger sur base des faits qui lui sont actuellement reprochés. De même, il peut être malaisé pour un juge de ne pas tenir compte des détails émanant du passé (qui ne concernent pas l’audience), et ce tout particulièrement quand ils possèdent une valence négative. Chaque information négative risque de marquer les juges, et le cas échéant le jury, en s’ancrant émotionnellement dans leurs mémoires, faire la part des choses étant émotionnellement et cognitivement complexe. De ce fait il est aisé de comprendre pourquoi le milieu juridique est si vulnérable au biais rétrospectif.